# Federica Pellegrini
Federica Pellegrini (Mirano, 5. kolovoza 1988.) je talijanska plivačica.